# Мубарак, Мустафа
Мубарак Мустафа Фазли Нураллах (араб. مبارت ماطفى‎; родился 30 марта 1973, Доха) — бывший катарский футболист, нападающий. Наиболее известен по выступлениям в составе катарского клуба «Аль-Араби». Лучший бомбардир в истории национальной сборной Катара (41 гол).

## Биография
Родился 30 марта 1973 года в Умм-Гувайлине, пригороде Дохи, расположенном недалеко от штаб-квартиры клуба «Аль-Араби».

## Клубная карьера
Мустафа начал карьеру еще ребенком, играя в составе одной из команд школьной лиги. В одном из матчей его заметил скаут «Аль-Араби», пригласивший затем талантливого юношу играть в резервной команде клуба. Мустафа принял это предложение. Среди других игроков он серьезно выделялся своими игровыми умениями и вскоре был переведен в основной состав коллектива.
Пик его карьеры пришелся на 1994 год, когда он вывел «Аль-Араби» в финал Лиги чемпионов АФК 1994 года, который его команда в итоге проиграла клубу из Таиланда со счетом 0:1. В ходе кампании «Аль-Араби» в Лиге чемпионов они стали второй в истории катарской командой, вышедшей в финал Лиги чемпионов АФК, первым подобным клубом был «Аль-Садд».
Мустафа также является единственным игроком в истории, получившим арабскую «Золотую бутсу» и награду «Арабский игрок года» за один сезон. Он также трижды становился лучшим бомбардиром Лиги звезд Катара: первый раз — в сезоне 1991/1992, второй — в сезоне 1992/1993 и последний раз — в сезоне 1996/1997.
Его игра принесла ему широкое международное признание; в 1999 году он был включен в состав объединенной сборной Азии в товарищеском матче со сборной Таиланда. Команда Азии в итоге проиграла со счетом 4:1, а Мустафа забил единственный гол азиатской команды с пенальти на 75-й минуте встречи.
За время игровой карьеры Мустафа получил ряд предложений о выступлении за рубежом, в частности, в клубах Турции, Кувейта, Саудовской Аравии, Объединенных Арабских Эмиратов и ряде команд из Бахрейна, однако так и не перешел ни в один из них из — за отказа руководства «Аль Араби» отпускать спортсмена.
После возникновения ряда серьезных разногласий с партнерами по команде и тренерским штабом, Мустафа принял решение расторгнуть контракт с клубом и в 2003 году присоединился к «Аль-Хору». В 2005 году он помог своей команде выиграть первый за 46 лет трофей, после того, как «Аль-Хор» обыграл «Аль-Гарафу» и впервые в истории клуба завоевал Кубок наследного принца Катара. В 2006 году Мустафа перешел в «Аль-Гарафу», одну из самых успешных команд Лиги звезд Катара. Он помог им занять второе место в чемпионате, а также пробиться в финал Кубка наследного принца, а год спустя завершил карьеру в возрасте 34 лет.

## Международная карьера
Мустафа начал свою карьеру в сборной в возрасте 19 лет. С ним связан ряд значимых результатов катарцев на международном уровне, в частности — победа в Кубке наций Персидского залива 1992 года, выход в четвертьфинал Олимпийских игр 1992 года в Барселоне и победа в Кубке арабских наций 1998 года. Он играл за сборную Катара в отборочных матчах чемпионата мира 1998 года, забив два гола на групповом этапе и обеспечив Катару первое место в своей группе, однако затем «бордовые» вылетели в финальном раунде.
В матче на Олимпийских играх 1992 года в Барселоне Мустафа забил единственный гол в матче против Египта (1:0), благодаря чему Катар одержал первую в своей истории победу над африканской сборной.
У Мустафы сложилась репутация честного игрока, за всю свою международную карьеру он не получил ни одной красной карточки. В 2005 году, он удостоился приза World's Fair Play Trophy. Мустафа официально ушел из сборной в 2004 году.

## После завершения карьеры
После завершения карьеры Мустафа был назначен спортивным директором «Аль-Араби». В 2009 году Мубарак Мустафа получил ежегодную награду Международного олимпийского комитета «Идеальный игрок». При этом он стал первым катарцем, когда-либо получившим данную награду. Он выразил свою глубокую радость по поводу получения награды МОК, которая представляет собой большую честь для катарского спорта в целом и Олимпийского комитета Катара (QOC) в частности.
28 апреля 2012 года он покинул пост спортивного директора «Аль-Араби» в связи с неудовлетворительными результатами команды.